# Michitaka Kinami Memorial Athletics Meet 2020
Das 7th Michitaka Kinami Memorial Meet war eine Leichtathletik-Veranstaltung, die am 24. Oktober 2020 im Nagai Stadium in Osaka stattfand. Die Veranstaltung war Teil der World Athletics Continental Tour und zählt zu den Bronze-Meetings, der dritthöchsten Kategorie dieser Leichtathletik-Serie.

## Resultate

### Männer

#### 100 m
| Platz | Athlet            | Land | Zeit (s) |
| ----- | ----------------- | ---- | -------- |
| 1     | Shūhei Tada       | JPN  | 10,22    |
| 2     | Ryūichirō Sakai   | JPN  | 10,38    |
| 3     | Naruhito Kuwata   | JPN  | 10,42    |
| 4     | Reona Miura       | JPN  | 10,43    |
| 5     | Shunto Nagata     | JPN  | 10,51    |
| 6     | Akihiro Higashida | JPN  | 10,52    |
| 7     | Hiroaki Yabashi   | JPN  | 10,53    |
| 8     | Takumi Kuki       | JPN  | 10,53    |

Wind: −0,5 m/s

#### 400 m (Lauf 1)
| Platz | Athlet           | Land | Zeit (s) |
| ----- | ---------------- | ---- | -------- |
| 1     | Kaiki Azuma      | JPN  | 46,88    |
| 2     | Shun Iijima      | JPN  | 47,76    |
| 3     | Yusuke Koshimizu | JPN  | 47,79    |
| 4     | Kosuke Horii     | JPN  | 47,85    |
| 5     | Shoma Muraki     | JPN  | 48,19    |
| 6     | Yūzō Kanemaru    | JPN  | 50,49    |

#### 400 m (Lauf 2)
| Platz | Athlet         | Land | Zeit (s) |
| ----- | -------------- | ---- | -------- |
| 1     | Kaitō Kawabata | JPN  | 46,03    |
| 2     | Nobuya Kato    | JPN  | 46,26    |
| 3     | Yushi Uike     | JPN  | 46,75    |
| 4     | Kouhei Itahana | JPN  | 47,25    |
| 5     | Kenta Osaki    | JPN  | 47,45    |
| 6     | Hoshia Umetani | JPN  | 47,72    |

#### 400 m (Lauf 3)
| Platz | Athlet            | Land | Zeit (s) |
| ----- | ----------------- | ---- | -------- |
| 1     | Rikuya Itō        | JPN  | 46,52    |
| 2     | Kazuki Matsukiyo  | JPN  | 48,54    |
| 3     | Naofumi Oya       | JPN  | 48,78    |
| 4     | Takamasa Kitagawa | JPN  | 48,95    |
| 5     | Kōta Wakabayashi  | JPN  | 49,41    |

#### 800 m (Lauf 1)
| Platz | Athlet          | Land | Zeit (min) |
| ----- | --------------- | ---- | ---------- |
| 1     | Kosuke Moritani | JPN  | 1:50,23    |
| 2     | Masaru Yamanaka | JPN  | 1:51,15    |
| 3     | Shogo Otsuya    | JPN  | 1:52,37    |
| 4     | Kaito Hamamatsu | JPN  | 1:52,45    |
| 5     | Shion Yamori    | JPN  | 1:52,76    |
| 6     | Wataru Gouda    | JPN  | 1:52,82    |
| 7     | Nagito Fukumiya | JPN  | 1:53,32    |
| 8     | Takaya Mitsuka  | JPN  | 1:54,22    |
|       | Toshiki Abe     | JPN  | DNF        |

#### 800 m (Lauf 2)
| Platz | Athlet          | Land | Zeit (min) |
| ----- | --------------- | ---- | ---------- |
| 1     | Yuki Takayama   | JPN  | 1:50,12    |
| 2     | Hiroki Minamoto | JPN  | 1:51,22    |
| 3     | Minoru Oshima   | JPN  | 1:51,24    |
| 4     | Masaki Ishikawa | JPN  | 1:51,54    |
| 5     | Jiro Shikai     | JPN  | 1:51,55    |
| 6     | Ryōsuke Irie    | JPN  | 1:51,64    |
| 7     | Keita Nakai     | JPN  | 1:51,79    |
|       | Koki Nakashima  | JPN  | DNF        |

#### 800 m (Lauf 3)
| Platz | Athlet             | Land | Zeit (min) |
| ----- | ------------------ | ---- | ---------- |
| 1     | Kenta Umetani      | JPN  | 1:49,48    |
| 2     | Mikuto Kaneko      | JPN  | 1:49,90    |
| 3     | Yūsuke Takahashi   | JPN  | 1:50,21    |
| 4     | Daiki Nemoto       | JPN  | 1:50,39    |
| 5     | Kazuyoshi Tamogami | JPN  | 1:52,31    |
| 6     | Daisuke Sakurai    | JPN  | 1:52,89    |
| 7     | Takuto Hanamura    | JPN  | 1:54,46    |
| 8     | Kentarō Usuda      | JPN  | 1:58,11    |
|       | Ryutaro Tsuda      | JPN  | DNF        |

#### 110 m Hürden
| Platz | Athlet                | Land | Zeit (s) |
| ----- | --------------------- | ---- | -------- |
| 1     | Shunya Takayama       | JPN  | 13,49    |
| 2     | Shūsei Nomoto         | JPN  | 13,55    |
| 3     | Taiga Yokochi         | JPN  | 13,67    |
| 4     | Shuhei Ishikawa       | JPN  | 13,69    |
| 5     | Genta Masuno          | JPN  | 13,77    |
| 6     | Ryo Tokuoka           | JPN  | 13,89    |
| 7     | Higashi Ishida-Thomas | JPN  | 13,90    |
| 8     | Hideki Omuro          | JPN  | 13,94    |

Wind: +0,6 m/s

#### 400 m Hürden (Lauf 1)
| Platz | Athlet         | Land | Zeit (s) |
| ----- | -------------- | ---- | -------- |
| 1     | Ren Miyoshi    | JPN  | 51,16    |
| 2     | Souta Ina      | JPN  | 51,29    |
| 3     | Yūsuke Ishida  | JPN  | 51,67    |
| 4     | Shotaro Tanabe | JPN  | 52,56    |
| 5     | Keisuke Kuroda | JPN  | 52,82    |

#### 400 m Hürden (Lauf 2)
| Platz | Athlet          | Land | Zeit (s) |
| ----- | --------------- | ---- | -------- |
| 1     | Kakeru Inoue    | JPN  | 50,60    |
| 2     | Yusuke Ozaki    | JPN  | 50,63    |
| 3     | Mitsuru Sugai   | JPN  | 50,86    |
| 4     | Shinnosuke Hase | JPN  | 50,95    |
| 5     | Kei Maeno       | JPN  | 54,74    |

#### 400 m Hürden (Lauf 3)
| Platz | Athlet             | Land | Zeit (s) |
| ----- | ------------------ | ---- | -------- |
| 1     | Masaya Oda         | JPN  | 49,79    |
| 2     | Tatsuhiro Yamamoto | JPN  | 49,93    |
| 3     | Keisuke Nozawa     | JPN  | 50,26    |
| 4     | Yūki Matsushita    | JPN  | 50,34    |
| 5     | Atsushi Yamada     | JPN  | 50,49    |
| 6     | Kazunari Takada    | JPN  | 51,53    |
| 7     | Masaki Toyoda      | JPN  | 52,12    |

#### Hochsprung
| Platz | Athlet           | Land | Höhe (m) |
| ----- | ---------------- | ---- | -------- |
| 1     | Keitaro Fujita   | JPN  | 2,28     |
| 2     | Tomohiro Shinno  | JPN  | 2,22     |
| 3     | Naoto Hasegawa   | JPN  | 2,19     |
| 4     | Kazuhiro Ota     | JPN  | 2,16     |
| 5     | Kensuke Onishi   | JPN  | 2,13     |
| 6     | Genku Hiratsuka  | JPN  | 2,13     |
| 7     | Ryōichi Akamatsu | JPN  | 2,10     |
| 8     | Ryuuga Hasegawa  | JPN  | 2,05     |

#### Weitsprung
| Platz | Athletin          | Land | Weite (m) |
| ----- | ----------------- | ---- | --------- |
| 1     | Shōtarō Shiroyama | JPN  | 7,77      |
| 2     | Minato Ishikura   | JPN  | 7,75      |
| 3     | Yu Taniguchi      | JPN  | 7,67      |
| 4     | Hiroyuki Fukasawa | JPN  | 7,62      |
| 5     | Tenju Togawa      | JPN  | 7,59      |
| 6     | Kota Minemura     | JPN  | 7,36      |
| 7     | Sho Watanabe      | JPN  | 7,34      |
| 8     | Hiroshi Tebira    | JPN  | 7,29      |
| 9     | Kazuma Murakami   | JPN  | 7,27      |
| 10    | Shintaro Minami   | JPN  | 7,11      |
| 11    | Kodai Sakuma      | JPN  | 6,94      |
| 12    | Motoki Kubo       | JPN  | 6,87      |

#### Speerwurf
| Platz | Athlet            | Land | Weite (m) |
| ----- | ----------------- | ---- | --------- |
| 1     | Ryōhei Arai       | JPN  | 81,73     |
| 2     | Takuto Kominami   | JPN  | 78,93     |
| 3     | Yuhei Murasawa    | JPN  | 72,00     |
| 4     | Kohei Hasegawa    | JPN  | 69,37     |
| 5     | Shun Yamada       | JPN  | 66,64     |
| 6     | Masataka Yokobori | JPN  | 65,54     |
| 7     | Haruka Higa       | JPN  | 65,51     |
| 8     | Takuto Mori       | JPN  | 58,36     |

### Frauen

#### 100 m
| Platz | Athlet          | Land | Zeit (s) |
| ----- | --------------- | ---- | -------- |
| 1     | Kirari Watanabe | JPN  | 11,88    |
| 2     | Sayumi Yoshida  | JPN  | 11,88    |
| 3     | Ami Saito       | JPN  | 11,91    |
| 4     | Haruna Kuboyama | JPN  | 11,95    |
| 5     | Hinami Yamanaka | JPN  | 12,06    |
| 6     | Miho Terai      | JPN  | 12,08    |
| 7     | Yumi Matsuda    | JPN  | 12,11    |
| 8     | Chiaki Nagura   | JPN  | 12,11    |

Wind: +0,4 m/s

#### 400 m (Lauf 1)
| Platz | Athlet            | Land | Zeit (s) |
| ----- | ----------------- | ---- | -------- |
| 1     | Shiina Gono       | JPN  | 55,48    |
| 2     | Natsumi Takashima | JPN  | 55,64    |
| 3     | Jyuria Takashima  | JPN  | 56,55    |
| 4     | Manae Onishi      | JPN  | 57,19    |
| 5     | Ayako Kuwahara    | JPN  | 57,58    |

#### 400 m (Lauf 2)
| Platz | Athlet         | Land | Zeit (s) |
| ----- | -------------- | ---- | -------- |
| 1     | Seika Aoyama   | JPN  | 54,83    |
| 2     | Mayu Inaoka    | JPN  | 56,30    |
| 3     | Asami Shintaku | JPN  | 56,54    |
| 4     | Sayaka Oishi   | JPN  | 57,06    |
| 5     | Akane Fujinuma | JPN  | 57,21    |

#### 800 m
| Platz | Athlet        | Land | Zeit (min) |
| ----- | ------------- | ---- | ---------- |
| 1     | Nozomi Tanaka | JPN  | 2:06,72    |
| 2     | Ayaka Kawata  | JPN  | 2:06,78    |
| 3     | Ayano Shiomi  | JPN  | 2:07,57    |
| 4     | Yume Kitamura | JPN  | 2:09,92    |
| 5     | Erina Hosoi   | JPN  | 2:10,51    |
| 6     | Hana Yamada   | JPN  | 2:10,58    |
| 7     | Airi Ikezaki  | JPN  | 2:10,74    |

#### 100 m Hürden
| Platz | Athlet          | Land | Zeit (s) |
| ----- | --------------- | ---- | -------- |
| 1     | Hitomi Shimura  | JPN  | 13,29    |
| 2     | Nana Fujimori   | JPN  | 13,42    |
| 3     | Masumi Aoki     | JPN  | 13,48    |
| 4     | Marumi Kanai    | JPN  | 13,63    |
| 5     | Miku Fujiwara   | JPN  | 13,65    |
| 6     | Miho Suzuki     | JPN  | 13,66    |
| 7     | Hitomi Nakajima | JPN  | 13,70    |
| 8     | Eriko Soma      | JPN  | 13,74    |

Wind: −1,4 m/s

#### 400 m Hürden
| Platz | Athlet         | Land | Zeit (s) |
| ----- | -------------- | ---- | -------- |
| 1     | Moeka Sekimoto | JPN  | 58,09    |
| 2     | Kana Koyama    | JPN  | 58,65    |
| 3     | Eri Utsunomiya | JPN  | 59,32    |
| 4     | Rui Tsugawa    | JPN  | 61,04    |

#### Hochsprung
| Platz | Athletin         | Land | Höhe (m) |
| ----- | ---------------- | ---- | -------- |
| 1     | Shieriai Tsuda   | JPN  | 1,70     |
| 2     | Reina Takeyama   | JPN  | 1,70     |
| 3     | Natsumi Kanda    | JPN  | 1,70     |
| 3     | Natsumi Aoyama   | JPN  | 1,70     |
| 5     | Runa Yamada      | JPN  | 1,65     |
| 5     | Haruka Terui     | JPN  | 1,65     |
| 5     | Miyuki Tetsumaru | JPN  | 1,65     |
| 5     | Moeko Kyoya      | JPN  | 1,65     |
| 9     | Yorika Watagawa  | JPN  | 1,65     |

#### Weitsprung
| Platz | Athlet          | Land | Weite (m) |
| ----- | --------------- | ---- | --------- |
| 1     | Riko Ryono      | JPN  | 6,21      |
| 2     | Yu Minemura     | JPN  | 6,03      |
| 3     | Akira Kobayashi | JPN  | 5,97      |
| 4     | Narumi Suenaga  | JPN  | 5,81      |
| 5     | Yuuka Yamashita | JPN  | 5,77      |
| 6     | Hana Kawahara   | JPN  | 5,76      |
| 7     | Asuka Sasaki    | JAP  | 5,69      |
| 8     | Chiaki Kawayoe  | JPN  | 5,46      |

#### Speerwurf
| Platz | Athletin         | Land | Weite (m) |
| ----- | ---------------- | ---- | --------- |
| 1     | Yuka Satō        | JPN  | 60,69     |
| 2     | Mikako Yamashita | JPN  | 59,07     |
| 3     | Haruka Kitaguchi | JPN  | 58,36     |
| 4     | Momone Ueda      | JPN  | 58,15     |
| 5     | Marina Saitō     | JPN  | 56,21     |
| 6     | Orie Ushiro      | JPN  | 55,47     |
| 7     | Kihou Kuze       | JPN  | 54,90     |
| 8     | Sae Takemoto     | JPN  | 54,80     |
| 9     | Akiho Hyodo      | JPN  | 53,15     |
| 10    | Risa Miyashita   | JPN  | 51,91     |
| 11    | Ai Yamauchi      | JPN  | 51,20     |
| 12    | Mirann Naraoka   | JPN  | 50,29     |
| 13    | Mayu Oshiro      | JPN  | 49,65     |
| 14    | Shiori Toma      | JPN  | 48,21     |
| 15    | Tomoha Mochizuki | JPN  | 47,55     |
| 16    | Yūki Yamamoto    | JPN  | 46,70     |